# Oliver Grau
Oliver Grau (24 de octubre de 1965) es un historiador del arte y teórico de los medios alemán especializado en la ciencia de la imagen (en alemán Bildwissenschaft), la modernidad y el arte mediático (media art), así como en la cultura del siglo XIX y en el Renacimiento italiano. Es director fundador del Archive for Digital Art (1998) y director de la Society for MediaArtHistories y de su ciclo bienal de conferencias (desde 2004). Su monografía Virtual Art: From Illusion to Immersion (MIT Press 2004) es una de las obras más citadas de la historia del arte reciente, con más de 2700 citas, y con traducciones de sus textos a 15 idiomas hasta la fecha y más de 300 conferencias como invitado en 44 países, es uno de los estudiosos del arte contemporáneo y los medios de comunicación de mayor renombre internacional.

## Trabajos y aportaciones
Oliver Grau es hijo del físico Lothar Grau y de la artista gráfica Doris Grau. Tras estudiar historia del arte, economía y lenguas y literaturas románicas en Hamburgo, Siena y Londres, obtener un máster con Martin Warnke, entre otros, y un doctorado en Berlín con Horst Bredekamp y Friedrich Kittler, Grau enseñó e investigó en el Departamento de Historia del Arte de la Universidad Humboldt de Berlín, pasó un tiempo como investigador invitado en instituciones de investigación de Japón y Estados Unidos y, tras completar su habilitación en la Universidad de Arte de Linz en 2004, trabajó como profesor sustituto en universidades internacionales. Al mismo tiempo, escribió para semanarios como DIE ZEIT. De 2005 a 2022, ocupó la primera cátedra de estudios de la imagen en el mundo de habla alemana en el Departamento de Estudios de la Imagen de la Universidad del Danubio de Krems. Rechazó las convocatorias de la Universidad de Bamberg (2002), la Universidad de Siegen (2005) y la City University Hong Kong (2010) tras negociar su permanencia.
Sus publicaciones, como autor y editor, incluyen:
- Virtual Art: From Illusion to Immersion (MIT Press/Leonardo Book Series, 2003).

- Mediale Emotionen (Fischer, 2005).

- MediaArtHistories (MIT Press/Leonardo Book Series, 2007).

- Imagery in the 21st Century (MIT-Press, 2011).

- Эмоции и иммерсия: ключевые элементы визуальных исследований (EDIOS Publishing House, 2013).

- On the Visual Power of Digital Arts / Sobre el poder visual de las artes digitales (edición bilingüe) (Ediciones de la Universidad de Castilla-La Mancha, 2016).

Grau ha dado múltiples conferencias a nivel internacional y recibido numerosos premios. Ha producido publicaciones tanto en inglés como en alemán y su trabajo ha sido traducido a otros idiomas como el español, el portugués, coreano, chino, esloveno, serbocroata y macedonio. Su investigación se centra principalmente en la historia del arte mediático, la idea de inmersión (realidad virtual) y las emociones, así como en la historia, idea y cultura de la telepresencia y la vida artificial.

### Immersión
En su libro Virtual Art, dentro de la teoría de la inmersión, Grau ofrece una comparación histórica sobre el espectador y la imagen al igual que un análisis sistemático de la tríada “artista, obra, espectador” bajo los condicionamientos del arte digital. Esta investigación está unida a un novedoso modelo que plantea una historia evolutiva de las ilusiones mediáticas como consecuencia de una relativa dependencia en los nuevos potenciales sensoriales de la sugestión y la fuerza variable de alienación del espectador-observador (la competencia mediática) (Grau 2003). Grau desarrolla un modelo explicativo de la historia evolutiva de los medios ilusionistas: ésta resulta de la dependencia relativa de los nuevos potenciales de sugestión sensorial y de las fuerzas de distanciamiento a las que se enfrentan, la competencia mediática de sus espectadores. Al mismo tiempo, Grau investiga métodos interdisciplinarios para evocar o aumentar la impresión de inmersión del espectador en los espacios de imagen digital. Esto ocurre en particular mediante la interacción (reacción de las imágenes en tiempo real al movimiento del usuario), el uso de procesos de imagen evolutivos -por ejemplo mediante algoritmos genéticos, la retroalimentación háptica, el diseño natural de la interfaz, la impresión de presencia telemática y especialmente mediante el diseño integral de la visualización de la imagen, que como mínimo llena el campo de visión del espectador y se amplía hasta 360° horizontal y verticalmente. Con estos estudios se intentaron superar los enfoques monomediales tradicionales de la investigación de la ilusión y, en su lugar, se introdujeron conceptos como polisensualidad, potencial sugestivo, espacio de imagen, disposición individual del espectador, evolución de los medios visuales y se ampliaron las teorías de la distancia existentes de Cassirer, Panofsky y otros para los espacios de imagen digitales.

### Investigación de las emociones
Varios proyectos de investigación de la Academia de Ciencias y Humanidades de Berlín-Brandeburgo y la Leopoldina, así como dos academias de verano financiadas por la Fundación Volkswagen, dieron lugar a un estudio interdisciplinar sobre la historia de la orientación de las emociones a través de la imagen y el sonido. Ampliando las investigaciones de Antonio Damasio, Joseph LeDoux y Wolf Singer, se demostró el efecto formador de comunidad de las experiencias emocionales con imágenes utilizando los ejemplos del Altar de Isenheimer de Matthias Grünwald, "El triunfo de la voluntad" de Leni Riefenstahl y el juego de ordenador "America's Army", explorando así un problemático concepto clave en las ciencias de la imagen.

## Historie del arte multimedia
Desde 2002, Grau ha reunido la investigación interdisciplinaria del arte de los medios y su(s) historia(s) en una serie de conferencias internacionales como jefe del Comité Directivo, que condujo al primer congreso sobre la historia del arte de los medios en Banff (Canadá) en 2005 con 500 participantes. A través de las conferencias mundiales de Berlín (2007), Melbourne (2009), Liverpool (2011), Riga (2013), Montreal (2015), Krems/Viena (2017), Aalborg (2019) y Venecia (2023), se estableció el campo internacional, que se nutre en particular de la historia del arte, los medios de comunicación, el cine, la tecnología y la ciencia, además de incluir las humanidades digitales, los estudios sonoros, la antropología y la filosofía". Grau, fundador de la conferencia, preside la junta internacional de la serie, y Wendy Coones dirige la sede central en Austria. En MediaArtHistory.org Media Art History encontrará documentación sobre las más de 2.000 ponencias y solicitudes presentadas hasta la fecha.

## Premios y distinciones
Seleccionado por la Academia Joven de la Academia Científica de Berlín-Brandeburgo y la Leopoldina, 2001; InterNaciones, Instituto Goethe, 2002; libro del mes, Ciencia Americana (“scientific american”), 2003; beca de investigación del Centro italo-alemán Vila Vigoni, 2003; premio de medios de la Universidad Humboldt, 2004. En 2008 Grau aceptó una invitación al Programa Cultural Olímpico en Pekín, en 2010 a la Cumbre del G20 en Seúl, en 2011 a la Universidad de POSTECH, donde abrió el Ciclo de Conferencias del Premio Nobel con dos conferencias. En 2014 recibió un doctorado honorario de la Universidad de Oradea. En 2015 fue elegido miembro de la Academia Europaea, en noviembre de 2016 la Univ. Abierta de Israel acogió un simposio honorífico sobre la investigación de Oliver Grau, en 2019 Grau recibió el Premio de Ciencias de la Provincia de Baja Austria.
Grau es editor y miembro del consejo de administración de las siguientes revistas y publicaciones científicas: International Journal of Media & Cultural Politics (UK); Rundbrief Fotografie (GER); IJArt Journal (UK); EKFRASE: Nordisk Tidsskrift for Visuell Kultur (N); International Journal of Art and Technology (UK); SECOND NATURE: International Journal of Creative Media (AUS); IMAGES, Journal for Visual Studies in Southeast Europe; JUNCTURES The Journal for Thematic Dialogue (NZ); Jordan Journal of the Arts (JOR); Revista de Estudios Globales y Arte Contemporáneo (ESP); MediaArtHistories Conference Series Board/Steering Committee (seit 2004); Interdisciplinary Research Center Humanities/Art/Technology, Adam Mickiewicz University, Poznań (POL); St. Petersburg Branch of the Russian Institute for Cultural Research, Machina Media (RUS).

## Escritos (monografías)
- Virtual Art: From Illusion to Immersion (MIT Press/Leonardo Book Series, 2003)(China 2006, Serbia 2008, Brasil 2009). Review by Alison Abbott in Nature 427, page 17 (2004): Art that draws you in Reviews: Art Monthly, Michael Gibbs, Virtual Art, Mar. 2003; European Photography, Guy van Belle: Oliver Grau: Virtual Art, Issue 73/74, Vol. 24, 2003, pp. 104–105.; Italy: Anna Maria Monteverdi:  Esperienze artificiali multisensoriali, Recensione a Oliver Grau, Virtual Art. From illusion to immersion, in: Teatro e Nuovi Media, n.º 52, 2003; Frankreich: Cahiers du MNAM, Éditions du Centre Georges Pompidou, Jean Da Silva: Notes de lecture, Stephen Wilson: 'Information Arts'/Oliver Grau: 'Virtual Art', n.º 87, Spring 2004, UK: Pugh, E., in Digital Creativity, 2004, Vol 15, no 2; p. 126-128, Bryan-Wilson, J. in: Technology and Culture, 2004, Vol 45, no. 3, p. 670-671; Taiwán: Art & Collection, Taipéi, The Aura of the Digital, Interview, May 2004, pp. 106–111; Schweden: Svenska Dagbladet, Karl Steinik: Panoramat i den virtuella konsten, 23 de junio de 2004, Argentinien: Florencia Rodríguez: Todo Lo Sólido Se Desvanece En La Illusion. Oliver Grau En Buenos Aires, in: summa+ 75, 2005, pp. 146–7; Spanien: Lucía Santaella: Virtual Art, Rezension, in: DeSignis 7 (Barcelona) 2006 (Chinesisch 2006, Serbisch 2008, Portugiesisch 2009).
- Bildwerdung. Habilitationsschrift. Kunstuniversität, Linz 2004.
- Эмоции и иммерсия: ключевые элементы визуальных исследований / Пер. с нем. А. М. Гайсина, EDIOS Publishing House, St. Petersburg 2013.
- On the Visual Power of Digital Arts. Editiones de la Universidad de Castiiia-La-Mancha, 2016.

## Escritos (ediciones de selección)
- Retracing Political Dimensions: Strategies in Contemporary New Media Art, Berlín/Boston: De Gruyter 2021. ISBN 978-3-11-067094-3 PDF-ISBN 978-3-11-067098-1. [Rezension von Brian Reffin Smith: Retracing Political Dimensions: Strategies in Contemporary New Media Art, in Leonardo Reviews 2/2021, https://www.leonardo.info/review/2021/02/retracing-political-dimensions-strategies-in-contemporary-new-media-art]
- Digital Art through the Looking Glass: New strategies for archiving, collecting and preserving in Digital Humanities, Krems/Wien/Hamburg: Danube University Press 2019. ISBN 9783903150515 [Rezension von Bruce Sterling, in WIRED https://www.wired.com/beyond-the-beyond/2019/08/digital-art-looking-glass-new-strategies-archiving-collecting-preserving-digital-humanities/]
- Museum and Archive on the Move: Changing cultural Institutions in the digital Era, München: De Gruyter 2017, ISBN 9783110520514. Mit Beiträgen von Lev Manovich, Okwui Envezor, Christiane Paul, Dieter Bogner, Jeffrey Shaw, Sarah Kenderdine et al. [Rezension von Gabriela Galati, Leonardo. The International Society for the Arts, Sciences and Technology, December 2018, https://www.leonardo.info/review/2018/12/review-of-museum-and-archive-on-the-move-changing-cultural-institutions-in-the] [Rezension von Danielle O'Donovan and Tom Lonergan, Museum International [ICOM’s peer-reviewed journal], Vol. 70, n.º 277–278, 2018, p. 176–177 https://www.academia.edu/38549426/Review_of_Museum_and_Archive_on_the_Move_pdf] DOI: https://doi.org/10.1515/9783110529630
- Imagery of the 21st Century, Cambridge/Mass.: MIT-Press 2011, ISBN 9780262015721. Mit Beiträgen von James Elkins, Eduardo Kac, Peter Weibel, Lev Manovich, Olaf Breitbach, Martin Kemp, Sean Cubitt, Christa Sommerer, Marie Luise Angerer, Wendy Chun u. a. [Rezensionen u.a. kunstgeschichtlich von Pamela C. Scorzin: Review: Oliver Grau (Hg.) Imagery in the 21st Century, in: Journal für Kunstgeschichte 15, 2011, Heft 4, S. 278-281; medienwissenschaftlich: Mattias Kuzina in: Medienwissenschaft 2/2012, S. 178 https://www.academia.edu/30974510/Imagery_in_the_21st_Century_Bookreview_; It`s Liquid https://www.itsliquid.com/imagery-in-the-21st-century.html Archivado el 1 de mayo de 2021 en Wayback Machine.; 163.	Harald Klinke: Rezension von Imagery in the 21st century, VI, 410, (16) S. III 2013, in: Kunstform, 14. 2013, 6; Österreich: Der Standard: Tanja Traxler: Am Wendepunkt der Kunstgeschichte, 8. Mai 2012; Brasilien: Cleomar Rocha u. Vanderlei Veget Lopes Junior, Imagens no seculo XXI: panorama, perspectivas e prospeccoes, in VISUALIDADES, Goiania v.9 n2 p. 213-217, jul-dez. 2011; Serbien: Jelena Guga: Silkovnost u 21.veku, in: NOVA MISAO – casopis za savremenu Vojvodine, br. 17 April/Mai 2012]
- MediaArtHistories, Cambridge/Mass.: MIT Press 2007. ISBN 978-0262514989 (Übersetzungen in Brasilien und Mazedonien). [Rezensionen: Deutschland: Christoph Klütsch: MediaArtHistories, in: kunsttexte.de, 1.07.2007; USA: Robert Atkins: Channeling New Media, in: Art in America, Dezember 2008, p. 47 – 50 https://www.academia.edu/44723806/Grau_Media_Art_Histories_Art_In_America_12_08; Serbien: Matko Mestreovic: Kako razumjeti medijsku umjetnost, in: Zarez IX/208, 14. lipnja 2007, p. 8f.; Australien: Daniel Palmer: Walter Benjamin and the Virtual: Politics, Art, and Mediation in the Age of Global Culture, in: TRANSFORMATIONS, Issue n.º 15, November 2007; Polen: Mariusz Pisarski: Historie sztuki mediów, in: TECHSTY, Literatura i Nouva Media, 7.7.2007; Brasilien: Sergio Kulpas: histórias da artemídia, in: Encyclopédia Itaú Cultural: arte e tecnologia, August 2007; Großbritannien: Charlie Gere: MediaArtHistories, in: The Art Book, Volume 15, Issue 1, S. 51–52; Österreich: Eric Kluitenberg: MediaArtHistories, in: Springerin: Hefte für Gegenwartskunst, Vol. XIII, n.º 3, 2007, p. 74.; Uruguay: Angel Kalenberg: Between Chaos and Cosmos, Rezension MediaArtHistories, in: Relaciones, Nr. 286, March 2008, p. 26–27; Litauen: Renata Sukaityte: Mediju menas kaip moksline-eksperimentine erdve, in: Menotyra, 2008, T. 15. n.º 2, p. 50–61; Frankreich: Jens Hauser: MediaArtHistories: Eine andere Kunstgeschichte, ARTE.TV, Februar/2007; medienwissenschaftlich: Malte Hagener: Rezension von: Oliver Grau (Ed.), MediaArtHistories, MIT, Cambridge, MA-London 2007, in: Cinéma & Cie, no. 9, Fall 2007; bildwissenschaftlich: Martin Schulz: Rezension von: Oliver Grau: MediaArtHistories, Cambridge, Mass.: MIT Press 2007, in Kunstform 9 (2008), no.09]
- Mediale Emotionen. Zur Lenkung von Gefühlen durch Bild und Sound, (mit Andreas Keil): Frankfurt/Main: Fischer 2005. ISBN 9783596169177; [Rezensionen u.a. Manuele Lenzen in der Frankfurter Allgemeinen Zeitung: Wie Bild und Klang uns bewegen, 21.11.2005, S. 38. https://www.faz.net/aktuell/feuilleton/buecher/rezensionen/sachbuch/wie-bild-und-klang-uns-bewegen-1282776.html]

## Bases de datos publicadas
- Archive of Digital Art www.digitalartarchive.at, (ADA), formerly Database of Virtual Art since 2000, approx. 5,000 artists were evaluated, gatekeeping criteria is at least 5 exhibitions and/or 5 scientific articles. More than 3500 works were reviewed. The research-oriented, complex overview of immersive, interactive, telematic and genetic art has been developed in cooperation with renowned media artists, researchers, and institutions. As one of the richest resources online, with an implemented scientific Thesaurus the database responds to demands of the field. Since 2014 ADA has regularly published the complete oeuvre of media artists: Bill SEAMAN (2021), Uršula Berlot (2020), Banz & Bowinkel (2020), Andres Burbano (2019), Maurice Benayoun, Oeuvre Complète (2019), Marta de Menezes, Retrospective, Oeuvre Complète (2017), Chris Salter. Retrospective, (2017), Jody Zellen (2016), Simon Biggs (2016), Olga Kisseleva Retrospective (2016), Tamiko Thiel (2015), Lev Manovich. Works & Texts (2015), Giselle Beigelman. Retrospective (2015), Jeffrey Shaw. Oeuvre Complète (2015), Tamas Waliczky, Retrospective (2015), Warren Neidich. Retrospective (2015), Sean Cubitt, scholar feature (2015), Ryzsard Kluszcynski, scholar feature (2015), Denisa Kera, scholar feature (2015),   Seiko Mikami Oeuvre Complète (2015), Paolo Cirio Retrospective (2015), Scenoscome Retrospective (2014).
- Media Art Histories www.MediaArtHistories.org, since 2005. MediaArtHistoryArchive is a text repository evolving into a documentation platform of the conferences on the Histories of Media Art, Science, and Technology. It will develop further into a scholarly archive of the multi-facetted field of MediaArtHistories, which ranges from Art History to Media, Film, Cultural Studies, Computer Science, Psychology, etc.
- The Print Collection of Göttweig Monastery www.gssg.at, since 2007, containing 32.000 original prints from Renaissance to Baroque up to the present, from Durer to Klimt, allows in-depth research into its large resources. This resource serves as an open archive contextualizing historic artistic media art in art and image history. The digitization serves the dissemination of the collection in high resolution form (up to 72 million pixels) and is based on cooperation with Prof. Dr. Gregor Martin Lechner, custodian of the collection.
- Danube Telelectures – www.donau-uni.ac.at/telelectures 2006-08 Live-streamed lecture series held at the Modern Art Museum in Vienna with a live and international online interactive audience. The mix of two live cameras innovatively echoed the studio character, seeking a virtual intimacy with the lecturers and their audience. The lecture series is archived online and stands as a foreshadowing of media like YouTube and UStream.

## Publicaciones recientes
Migration, Climate, Surveillance 	
– 
- What does Media Arts Complexity want?, Introduction of the session: Motion: Migrations: 35th CIHA World Congress 2022: Proceedings, forthcoming.
- Revealing Higher Impact of Media Art Archiving, in: ISEA 2022 Barcelona, Proceedings, forthcoming.
- (with Bonnie Mitchell): Towards a Global Distributed Network of New Media Art Archives, in: ISEA 2022 Barcelona, Proceedings, forthcoming.
- Digital Art’s Political Impact: Time for Hard Humanities!, in: Oliver Grau und Inge Hinterwaldner (Hrsg.):   Retracing Political Dimensions: Strategies in Contemporary New Media Art, DeGruyter, Berlin, New York 2021, 34–53.
- Documenting Media Art: A Web 2.0-Archive and Bridging Thesaurus for MediaArtHistories. in: Leonardo Journal, Vol. 52, No. 5, 2019.
- Digital Art’s Complex Expression and Its Impact on Archives and Humanities: For a Concerted Museum Network of Expertise and Preservation. In Oliver Grau, Wendy Coones, Viola Rühse (eds.) Museum and Archive on the Move: Changing Cultural Institutions in the Digital Era, Berlin: De Gruyter 2017, pp. 99-117.
- Alguma vez nos vamos habituar à imersão? Histórias da Arte dos Media & Ciência da Imagem - Will we ever become used to Immersion? Media Art Histories & Image Science. In Victor Flores (ed.) A terceira Imagem - A Fotografia Estereoscópica em Lissabon: Documenta Portugal, pp. 39-62.
- The Complex and Multifarious Expression of Digital Art & Its Impact on Archives and Humanities. In A Companion to Digital Art, edited by Christiane Paul. New York: Wiley-Blackwell, 2016, 23-45.
- New Media Art. In Oxford Bibliographies in Art History, edited by Prof. Thomas DaCosta Kaufmann. New York: Oxford University Press 2016, 1-18.
- Our Digital Culture threatened by Loss, in: Valentino Catricalà: Media Art: Towards a new definition of Arts in the Age of Technology, Pistoia 2015, pp. 39–44.
- ARCHIVE 2.0: Media Arts Impact and the Need for (Digital) Humanities, in: Giselle Beiguelman (Ed.): (itaú cultural), São Paulo 2014, p. 97-118.
- Druckgrafik bis Medienkunst: Neue Analyseinstrumente für die historisch vergleichende Bildforschung. in: Rundbrief Fotografie, Vol. 21 (2014), No. 1/2 [N.F. 81/82], S. 108-116.
- Our Digital Culture Threatened by Loss, in: The World Financial Review, 2014, pp. 40–42.
- New Perspectives for the (Digital) Humanities, in: The Challenge of the Object, Congress Proceedings of the 33rd Congress of the International Committee of the History of Art. T. 1-3. Ed. by G. Ulrich Großmann/Petra Krutisch, Nuremberg 2013, S. 990-994.
- Image Science & MediaArtHistories. New Infrastructures for 21st Century. in: Gunther Friesinger, Johannes Grenzfurthner, Thomas Ballhaus (Eds.): Mind and Matter. Comparative Approaches towards Complexity, Bielefeld: transcript 2011, S. 29-37.
- Media Art’s Challenge for our Societies. in: 2010 International Humanities Conference, Boundary Crossing Humanities and Symbiotic Society, Yonsei University, Seoul 2010, S. 163-193.
- Imagery in the 21st Century. MIT-Press, Cambridge 2011. With contributions by James Elkins, Eduardo Kac, Peter Weibel, Lev Manovich, Olaf Breitbach, Martin Kemp, Sean Cubitt, Christa Sommerer, Marie Luise Angerer, Wendy Chun a.o.
- Renewing knowledge structures for Media Art. in: EVA London 2010. Electronic Visualisation and the Arts, BCS London, Alan SEAL, Jonathan BOWEN and Kia NG (Eds.), S. 286-295.
- Истории на медиумската уметност (Media Art Histories, Macedonian Translation), Генекс, Кочани, 2009
- Lembrem a Fantasmagoria! Política da Ilusão do Século XVIII e sua vida após a morte Multimídia, In: Diana Domingues: Arte, Ciência e Tecnologia (Media Art Histories, Portuguese Translation), São Paulo, Editora Unesp: 2009
- Living Habitats: Immersive Strategies. in: Christa Sommerer, Laurent Mignonneau (Hg.): Interactive Art Research, Springer, Vienna/New York 2009, S. 170-175.
- Media Art Needs Histories and Archives. in: Zhuangshi, Beijing 2008, No. 7, S. 50-61.
- Virtuelna umetnost, (Virtual Art: From Illusion to Immersion, Serbian Translation), Beograd: Clio, 2008
- Media art needs Histories and Archives (Korean Translation), In: The 5th Seoul international Media Art Biennale, conference proceedings, Seoul: 2008
- Intermedijske etap navidezne resni`cnosti v 20. stoletju: Umetnost kot navdih evolucije medijev (Intermedia Stages of Virtual Reality in the Twentieth Century: Art as Inspiration of Evolving Media, Slovenian Translation), In: Mojca Zlokarnik: Likovne Besede, Ljubljana, Janus: 2008
- The Recombinant Reality – Immersion and Interactive Image Spaces. in: Synthetic Times, Cambridge, M.A.: MIT Press 2008, S. 72-93 (German/Chinese).
- “Vorsicht! Es scheint, das er direkt auf die Dunkelheit zustürzt, in der Sie sitzen.” Immersions- und Emotionsforschung, Kernelemente der Bildwissenschaft. in: Klaus Herding/Antje Krause-Wahl (Eds.): Wie sich Gefühle Ausdruck verschaffen, Taunusstein: Verlag Dr. H. H. Driesen GmbH 2007, S. 263-288.
- Media Art Histories, MIT Press/Leonardo Book Series, 2007.
- Phantasmagorischer Bildzauber des 18. Jahrhunderts und sein Nachleben in der Medienkunst. in: Brigitte Felderer (Ed.): Rare Künste: Zur Kultur und Mediengeschichte der Zauberkunst, Vienna 2006, S. 461-480.
- Virtual Art: From Illusion to Immersion, (Chinese Translation), Tsinghua University Press 2006
- Kunst als Inspiration medialer Evolution: Überwindungsvisionen der Kinoleinwand vom Stereopticon zur Telepräsenz. in: Thomas Hensel, Klaus Krüger, Tanja Michalsky (Eds.): Das bewegte Bild. Film und Kunst, Munich 2006, S. 419-448.
- MedienKunstGeschichte: Für eine transdisziplinäre Bildwissenschaft in: Matthias Bruhn and Karsten Borgmann (Eds.): Sichtbarkeit der Geschichte. Beiträge zu einer Historiografie der Bilder / ed. for H-Arthist and H-Soz-u-Kult. Berlín: Clio-online and Humboldt University of Berlin 2005.
- Mediale Emotionen. Zur Lenkung von Gefühlen durch Bild und Sound Fischer, Frankfurt/Main 2005.
- Virtual Art: From Illusion to ImmersionArte Virtual. Da Ilusào à imersào (Virtual Art, Portuguese Translation), São Paulo, Editora Unesp: 2005
- Der Digitale Bau: Aktuelle Tendenzen der Raumvisualisierung und ihre Vorläufer in: Thesis, Wissenschaftliche Zeitschrift der Bauhaus-Universität Weimar, 2004, Vol. 3, S. 112-121.
- For an Expanded Concept of Documentation: The Database of Virtual Art, ICHIM, École du Louvre, Cultural institutions and digital technology, acte publié avec le soutien de la Mission de la Recherche et de la Technologie du Ministère della Culture et de la Communication, Paris 2003, Proceedings, CD-Rom, pp. 2-15.
- Virtual Art: From Illusion to Immersion, MIT Press/Leonardo Book Series, 2003.
- The Database of Virtual Art: For an expanded concept of documentation, in: ICHIM, Ecole du Louvre, Ministere de la Culture et de la Communication, Proceedings, Paris 2003, S. 2-15.
- Bilder von Kunst und Wissenschaft: Auf dem Weg zur Bildwissenschaft, in: Gegenworte: Zeitschrift für den Disput über Wissen, edited by BBAW, Berlín 2002, pp. 25-30.
- Kunst als Inspiration medialer Evolution. Intermediale Etappen des Virtuellen im 20. Jahrhundert, in: Christoph Tholen (Ed.): Intervalle 5, Schriftenreihe des Wissenschaftlichen Zentrums der Universität Kassel: Kassel University Press 2002, pp. 57-76.
- New Images from Life, en: Art Inquiry: Recherches sur les Arts, Ryszard Kluszinsky (Ed.), annual publication by Lodz Scientific Society, 2001, pp. 7-26.
- Zwischen Bildsuggestion und Distanzgewinn, in: Klaus Sachs-Hombach (Ed.): Vom Realismus der Bilder: Interdisziplinäre Forschungen zur Semantik bildlicher Darstellungsformen, Magdeburg 2001, pp. 213-227.
- Telepräsenz: Zu Genealogie und Epistemologie von Interaktion und Simulation, in: Peter Gendolla u.a. (Hg.): Formen interaktiver Medienkunst. Geschichte, Tendenzen, Utopien, Frankfurt/Main: Suhrkamp 2001, S. 39-63.
- The History of Telepresence: Automata, Illusion, and The Rejection of the Body in: Ken Goldberg (Ed.): The Robot in the Garden: Telerobotics and Telepistemology on the Internet, Cambridge/Mass.: MIT-Press 2000, pp. 226-246.
- Into the Belly of the Image: Historical Aspects of Virtual Reality, in: Leonardo: Journal of the International Society for the Arts, Sciences and Technology (Leonardo/ISAST), Vol. 32, Issue 5, 1999, pp. 365-372.
- Hingabe an das Nichts: Der Cyberspace zwischen Utopie, Ökonomie und Kunst, in: Medien.Kunst.Passagen, No. 4, 1994, pp. 17–30.